# Libyan Jamahiriyah Broadcasting Corporation
Libyan Jamahiriyah Broadcasting Corporation (kurz LJBC) war von circa 2001 bis 2011 die englische Bezeichnung der staatlichen Rundfunkanstalt Libyens mit Sitz in Tripolis (zuvor ab 1977 Libyan Jamahiriyah Broadcasting, LJB). Ihr eigentlicher Name war seit 1988 Allgemeine Organisation für Rundfunk der Großen Dschamāhīrīya (arabisch الهيئة العامة لإذاعة الجماهيرية العظمى, DMG al-Haiʾa al-ʿāmma li-iḏāʿāt al-Ǧamāhīrīya al-ʿuẓmā).

## Geschichte

### Italienisch-Libyen (1934–1943)
Am 12. November 1938 eröffnete die italienische Rundfunkgesellschaft EIAR mit dem Sender Tripolis in Dschansur die erste Hörfunkstation in Italienisch-Libyen. Der Sender übertrug das erste Programm des EIAR aus Rom; ab dem 29. Dezember 1938 gab es in geringem Umfang auch arabischsprachige Sendungen.

### Alliierte Besatzungszeit (1943–1951)
Während der britischen Verwaltung des Emirats Kyrenaika und von Tripolitanien eröffneten Sender des Forces Broadcasting Service in Bengasi und Tripolis. Ebenfalls unter britischer Regie entstanden dort noch vor der Unabhängigkeit arabischsprachige Lokalradios. Im französisch verwalteten Fessan gab es keine eigenen Sender, doch waren – wie auch in den britischen Gebieten – Programme aus Tunesien, Algerien oder Ägypten zu empfangen.

### Königreich Libyen (1951–1969)
Im Vereinigten Königreich Libyen wurde durch das Telekommunikationsgesetz von 1953 der Betrieb von Funkempfangseinrichtungen erlaubnispflichtig. Die britischen Militärsender blieben bestehen; dazu kamen 1954 amerikanische Sender des Armed Forces Radio and Television Service auf der Wheelus-Luftwaffenbasis. Im Juli 1957 übernahm der Libyan Broadcasting Service (LBS; arabisch دار الاذاعة الليبية, DMG Dār al-iḏāʿa al-lībīya) den arabischen Hörfunk. Zum 17. Jahrestag der Unabhängigkeit am 24. Dezember 1968 startete der LBS einen Fernsehdienst.

### Libyen unter Gaddafi (1969–2011)
Über den Rundfunk rief Oberst Muammar al-Gaddafi am 1. September 1969 die Arabische Republik Libyen aus. Die neue Verfassung von 1969 garantierte in Artikel 13 „freie Meinungsäußerung in den Grenzen der Volksinteressen und der Prinzipien der Revolution“. Durch Gesetz Nr. 91 von 1973 entstand die Allgemeine Organisation für Rundfunk der Volksrevolution (الهيئة العامة لإذاعة الثورة الشعبية, DMG al-Haiʾa al-ʿāmma li-iḏāʿāt aṯ-ṯaura aš-šaʿbīya). 1974 wurde sie Mitglied der Europäischen Rundfunkunion (EBU). Der Auslandsdienst begann im September 1971 mit Sondersendungen für die israelisch besetzten Gebiete (Gaza, Westjordanland) und erhielt im Dezember 1973 den Namen Stimme der großen arabischen Heimat (صوت الوطن العربي الكبير, DMG Ṣaut al-waṭan al-ʿarabi 'l-kabīr), 1998 entsprechend der neuen außenpolitischen Ausrichtung des Landes (vgl. Gemeinschaft der Sahel-Sahara-Staaten) umbenannt in Stimme Afrikas (صوت افريقيا, DMG Ṣaut Afrīqiyā). Im Juni 1975 folgte der Hörfunksender Der heilige Koran (القرآن الكريم, DMG al-Qurʾān al-karīm; 1978 auch über ein Schiff verbreitet, die ehemalige „Mebo 2“). In Kooperation mit Malta entstand die Stimme der Freundschaft und Solidarität, 1988 erneuert als Stimme des Mittelmeers (Voice of the Mediterranean, VOM; bis 2003).
1980 wurden die Medien von den Revolutionskomitees übernommen und ein Verwaltungskomitee für die revolutionären Medien (اللجنة الادارية للاعلام الثوري, DMG al-laǧna al-idārīya li-l-iʿlām aṯ-ṯūrī) errichtet. Durch AVKom-Beschluss Nr. 155 von 1988 wurde jedoch wieder eine Allgemeine Organisation für Rundfunk der Großen Dschamāhīrīya (الهيئة العامة لإذاعة الجماهيرية العظمى al-Haiʾa al-ʿāmma li-iḏāʿāt al-Ǧamāhīrīya al-ʿuẓmā) geschaffen. Ab Juni 1994 wurden Lokalradios gegründet, zuerst in Bengasi, bis 2000 in Sabha, Sirte, Misrata, Dschabal al-Gharbi, Zawiya, Kufra, Dschabal al-Achdar, Butnan und Wahat; die Station in Tripolis hieß Radio Tripolis der Araber (إذاعة طرابلس العرب, DMG Iḏāʿa Ṭarābulus al-ʿarab; 25. August 1994). 1996 nahm der Satellitenfernsehsender Jamahiriya Satellite Channel (القناة الفضائية الجماهيرية العظمى) seinen Betrieb auf. 2007 brachte Gaddafis Sohn Saif al-Islam einige neue Programme auf Sendung, darunter als Satellitenfernsehsender al-Lībīya (bis 2009, erneut 2011) und ein Jugendkanal. Sekretär der LJBC wurde 2009 Ali Kilani Mohamed.
Terrestrische Frequenzen in Tripolis:
- Radio der Großen Dschamāhīrīya: 96,6 MHz, 1053 kHz
- Tripolis der Araber: 103,4 MHz
- Stimme Afrikas: 1251 kHz
- Der heilige Koran: 107,0 MHz, 1404 kHz
- al-Lībīya FM: 93,4 MHz
- Fernsehen: K6

Bald nach Beginn des Bürgerkriegs in Libyen 2011 wurde der Jamahiriya Satellite Channel durch Eutelsat vom Satelliten Hotbird 9 genommen, und bei einem NATO-Einsatz wurden Ende Juli Satellitenanlagen des libyschen Fernsehens zerstört. Die offiziellen Ausstrahlungen der LJBC endeten am 22. August 2011.

### Nach 2011
Beschluss Nr. 7 des Nationalen Übergangsrats vom Dezember 2011 löste die LJBC auf; der Allgemeine Dschamāhīrīya-Kanal wurde zum Nationalen Kanal (الوطنية al-Waṭanīya), der Jugendkanal zum Offiziellen Kanal (الرسمية ar-Rasmīya). Ein Sender im Stil des Jamahiriya Satellite Channel ist seit 2014 wieder auf Sendung. Libya's Channel startete 2015 mit Sitz in Jordanien und wurde Mitglied der Europäischen Rundfunkunion.